# Златно врабче
Златно врабче (Passer luteus) е вид птица от семейство Врабчови (Passeridae). Прави гнезда по листата на ( палми ) 

## Разпространение
Видът е разпространен в Буркина Фасо, Гамбия, Египет, Еритрея, Етиопия, Камерун, Мали, Мавритания, Нигер, Нигерия, Сенегал, Судан, Чад и Южен Судан.